# 3 juin en sport
3 mai 3 juillet
Chronologies thématiques
- Croisades
- Ferroviaires
- Disney

Le 3 juin (154e jour de l’année ou 155e en cas d’année bissextile) en sport.

## Événements

### XIXesiècle
- 1851 :
  - (Baseball) : les New York Knickerbockers s'imposent 21-10 face au Washington Club[1].
- 1887 :
  - (Omnisports) : en Argentine, fondation à La Plata, du Club omnisports de Gimnasia y Esgrima La Plata.

### XXesièclede1901à1950
- 1928 :
  - (Sport automobile) : Grand Prix automobile de Tunisie
- 1934 :
  - (Sport automobile) : Eifelrennen.

### XXesièclede1951à2000
- 1954 :
  - (Télévision) : début de l’émission « La Domenica Sportiva » sur la RAI à la suite de la signature d’un accord entre la chaîne nationale et les autorités du Calcio. Cette date marque également les grands débuts de la RAI. Ainsi, le jour même de son inauguration, la RAI met le football à l’honneur.
- 1956 :
  - (Formule 1) : Grand Prix automobile de Belgique.
  - (Rugby à XV) : le FC Lourdes remporte le Championnat de France de rugby en s’imposant 20-0 en finale face à l’US Dax.
- 1959 :
  - (Football) : le Real Madrid remporte la Coupe des clubs champions européens en s’imposant 2-0 en finale face au Stade de Reims.
- 1962 :
  - (Formule 1) : l’Écossais Jim Clark obtient — au volant de sa Lotus-Climax — la première pole position de sa carrière en Formule 1, à l’occasion de son 16e Grand Prix, lors du Grand Prix de Monaco, sur le circuit en ville de la principauté.
- 1971 :
  - (Football) : Leeds United FC remporte la Coupe UEFA en s’imposant en finale face à la Juventus.
- 1973 :
  - (Formule 1) : Grand Prix automobile de Monaco.
- 1977 :
  - (Rallye automobile) : arrivée du Rallye de l'Acropole.
- 1982 :
  - (Rallye automobile) : arrivée du Rallye de l'Acropole.
- 1984 :
  - (Formule 1) : Grand Prix automobile de Monaco.
- 1993 :
  - (Hockey) : l’équipe des Canadiens de Montréal gagne la Coupe Stanley.
- 1997 :
  - (Football) : le Brésilien Roberto Carlos marque contre la France un but qui restera comme l’un des plus beaux coups francs de tous les temps.
- 2000 :
  - (Formule 1) : Grand Prix automobile de Monaco.

### XXIesiècle
- 2006 :
  - (Athlétisme) : l’Éthiopienne Meseret Defar (22 ans), championne olympique sur la distance, bat le record du monde du 5 000 mètres en 14:24.53 lors du meeting de New York.
  - (Rugby à XV) : lors de la seconde demi-finale du Championnat de France Top 14, le Stade toulousain élimine le Stade français 12-9
- 2007 :
  - (Cyclisme) : Danilo Di Luca remporte le Tour d’Italie 2007 devant le luxembourgeois Andy Schleck (2e) et son compatriote Eddy Mazzoleni (3e), tandis qu’Alessandro Petacchi remporte le classement par points.
  - (Sport hippique) : Lawman, monté par le jockey italien Lanfranco Dettori, remporte le Prix du Jockey Club disputé sur l’hippodrome de Chantilly. Lanfranco Dettori réalise cette année le doublé Derby d’Epsom-Prix du Jockey Club.
- 2016 :
  - (Football) :
    - (Ligue 2) : alors que Strasbourg avait déjà validé sa montée et son titre de champion de National, les deux tickets restants pour l'accession en Ligue 2 ont été décrochés par Orléans et Amiens[2].
    - (Copa América) : début de la 45e édition de la Copa América qui voit s'affronter 10 équipes de la CONMEBOL et 6 équipes de la CONCACAF. Ce tournoi constitue une célébration du centenaire de la CONMEBOL et de la Copa América et a été renommé Copa América Centenario. La compétition est organisée aux États-Unis pour la toute première fois[3] et la finale aura lieu le 26 juin 2016 au MetLife Stadium à New York.
- 2017 :
  - (Football /Ligue des champions) : au Principality Stadium de Cardiff au Pays de Galles, le Real Madrid réalise un superbe second acte après une 1re mi-temps terminée sur un score de parité, pour s'imposer face à la Juventus (4-1) et décroche ainsi la 12e Ligue des champions de son histoire. Cristiano Ronaldo a inscrit un doublé (20e et 64e) tandis que Casemiro a redonné l'avantage aux siens à l'heure de jeu (61e) et que Marco Asensio a clôturé la marque (90e). La Juve, elle, avait égalisé par Mario Mandžukić (61e). Le club Los Merengue est le premier à conserver son titre en Ligue des champions depuis le Milan AC de Sacchi en 1990[4]...

## Naissances

### XIXesiècle
- 1862 :
  - Gaston Rivierre, cycliste sur route français. Vainqueur des Bordeaux-Paris 1886, 1897 et 1898. († 1er décembre 1942).
- 1866 :
  - Émile Kraeutler, pilote de courses d'endurance automobile franco-allemand. († ?).
- 1867 :
  - Grace Roosevelt, joueuse de tennis américaine. († 29 novembre 1945).
- 1870 :
  - Émile Bouhours, cycliste sur route français. Vainqueur de Paris-Roubaix 1900. († 7 octobre 1953).
- 1879 :
  - Vivian John Woodward, footballeur anglais. Champion olympique aux Jeux de Londres 1908 et aux Jeux de Stockholm 1912. (59 sélections avec l'équipe d'Angleterre et 6 avec l'équipe de Grande-Bretagne). († 31 janvier 1954).

### XXesièclede1901à1950
- 1931 :
  - Lindy Remigino, athlète de sprint américain. Champion olympique du 100 m et du relais 4 × 100 m aux Jeux d'Helsinki 1952. († 11 juillet 2018).
- 1933 : :
  - Jacques Bouquet, joueur de rugby français. Vainqueur des Tournois des Cinq Nations 1959, 1960, 1961 et 1962. (34 sélections en équipe de France). († 26 octobre 2009).
- 1936 :
  - Colin Meads, joueur de rugby néo-zélandais. (55 sélections en équipe nationale). († 20 août 2017).
- 1937 :
  - Jean-Pierre Jaussaud, pilote de courses d'endurance automobile français. Vainqueur des 24 Heures du Mans 1978 et 1980. († 22 juillet 2021).
- 1939 :
  - Steve Dalkowski, joueur de baseball américain.
- 1943 :
  - Billy Cunningham, basketteur puis entraîneur américain.
- 1944 :
  - Edith McGuire, athlète de sprint américaine. Championne olympique du 200 m et médaillée d'argent du 100 m et du relais 4 × 100 m aux Jeux de Tokyo 1964.
  - Eddy Ottoz, athlète de haies italien. Médaillé de bronze du 110 m haies aux Jeux de Mexico 1968. Champion d'Europe d'athlétisme du 110 m haies 1966 et 1969.
  - Henryk Szordykowski, athlète de demi-fond polonais.
- 1945 :
  - Hale Irwin, golfeur américain. Vainqueur des US Open 1974, 1979 et 1990.
- 1950 :
  - Patrick Parizon, footballeur puis entraîneur français. (3 sélections en équipe de France). Sélectionneur de l'équipe de Côte d'Ivoire en 2000 et de l'équipe de Maurice de 2002 à 2003.
  - Douglas Rodríguez, boxeur cubain. Médaillé de bronze des -51kg aux Jeux de Munich 1972. Champion du monde de boxe amateur des -51kg 1974. († 21 mai 2012).

### XXesièclede1951à2000
- 1954 :
  - Wally Weir, hockeyeur sur glace canadien.
- 1956 :
  - George Burley, footballeur puis entraîneur écossais. (11 sélections en équipe nationale). Sélectionneur de l'équipe d'Écosse de 2008 à 2009.
- 1957 :
  - Ingrid Eberle, skieuse alpine autrichienne.
- 1958 :
  - Cameron Sharp, athlète de sprint britannique.
- 1960 :
  - Anett Pötzsch, patineuse artistique individuelle est-allemande puis allemande. Championne olympique aux Jeux de Lake Placid 1980. Championne du monde de patinage artistique 1978 et 1980. Championne d'Europe de patinage artistique 1977, 1978, 1979 et 1980.
  - Carl Rackemann, joueur de cricket australien. (12 sélections en test cricket).
- 1961 :
  - Peter Vidmar, gymnaste américain. Champion olympique du concours par équipes et du cheval d'arçon et médaillé d'argent du concours individuel aux Jeux de Los Angeles 1984.
- 1962 :
  - François Ciccolini, footballeur puis entraîneur français.
  - Dagmar Neubauer, athlète de sprint est-allemande puis allemande. Médaillée de bronze du relais 4 × 400 m aux Jeux de Séoul 1988. Championne du monde d'athlétisme du relais 4 × 400 m 1983 et 1987. Championne d'Europe d'athlétisme du relais 4 × 400 m 1982.
- 1963 :
  - Scott Roth, basketteur puis entraîneur américain. Sélectionneur de l'équipe de République dominicaine de 2009 à 2010.
- 1966 :
  - Wasim Akram, joueur de cricket pakistanais. (106 sélections en test cricket).
  - Andrea Hahmann, athlète de fond est-allemand puis allemande.
  - Rafał Sonik, pilote de rallye-raid, de motocross et de quad polonais.
- 1967 :
  - Tamás Darnyi, nageur hongrois. Champion olympique du 200 m 4 nages et du 400 m 4 nages aux Jeux de Séoul 1988 et aux Jeux de Barcelone 1992. Champion du monde de natation du 200 m 4 nages et du 400 m 4 nages 1986 et 1991.
- 1968 :
  - Jean-Luc Aqua, joueur de rugby français. (3 sélections en équipe de France).
- 1969 :
  - Íñigo Cuesta, cycliste sur route espagnol.
  - Peter Walton, joueur de rugby écossais. Vainqueur du Tournoi des cinq nations 1999. (24 sélections en équipe nationale).
- 1970 :
  - Evgueni Berzin, cycliste sur route soviétique puis russe. Vainqueur du Tour d'Italie 1994, de Liège-Bastogne-Liège 1994.
- 1971 :
  - Luigi Di Biagio, footballeur italien. (38 sélections en équipe nationale).
- 1972 :
  - Jean-Marc Mormeck, boxeur français. Champion du monde poids lourds-légers de boxe de 2002 à 2007.
- 1973 :
  - Sargis Sargsian, joueur de tennis arménien.
- 1974 :
  - Kevin Maggs, joueur de rugby irlandais. (70 sélections en équipe nationale).
  - Sergueï Rebrov, footballeur ukrainien. (75 sélections en équipe nationale).
- 1975 :
  - Simon Maling, joueur de rugby néo-zélandais. (11 sélections en équipe nationale).
  - José Molina, joueur de baseball américain.
- 1976 :
  - Jamie McMurray, pilote de courses automobile américain.
  - Stjepan Tomas, footballeur croate et bosnien. (49 sélections avec l'équipe de Croatie).
- 1977 :
  - Cris, footballeur brésilien et portugais. Vainqueur de la Copa América 2004. (23 sélections avec l'Équipe du Brésil).
  - Jan-Michael Gambill, joueur de tennis américain.
  - Michael Horak, joueur de rugby sud-africain et anglais. (1 sélection avec l'équipe d'Angleterre).
  - Onya Opota, volleyeur français. Vainqueur de la Coupe de la CEV 1999.
- 1978 :
  - Stuart Abbott, joueur de rugby sud-africain et anglais. Champion du monde de Rugby à XV 2003. Vainqueur du Challenge européen 2003 et de la Coupe d'Europe de rugby à XV 2004. (9 sélections avec l'équipe d'Angleterre).
- 1980 :
  - Keiji Suzuki, judoka japonais. Champion olympique des +100 kg aux Jeux d'Athènes 2004. Champion du monde de judo toutes catégories 2003 et champion du monde de judo des -100 kg 2005.
- 1981 :
  - Élisabeth Davin, athlète de sprint belge.
  - Dounia Issa, basketteur français. (39 sélections en équipe de France).
- 1982 :
  - Selçuk Çebi, lutteur de gréco-romaine turc. Champion du monde de lutte des -74 kg 2009 et 2010 puis champion du monde de lutte des -80 kg 2015.
  - Yelena Isinbayeva, athlète de sauts russe. Championne olympique de la perche aux Jeux d'Athènes 2004 et aux Jeux de Pékin 2008 puis médaillée de bronze de la perche aux Jeux de Londres 2012. Championne du monde d'athlétisme de la perche 2005, 2007 et 2013. Championne d'Europe d'athlétisme de la perche 2006.
  - Manfred Moelgg, skieur alpin italien.
- 1983 :
  - Aretz Iguiniz, joueur de rugby français.
- 1984 :
  - Faneva Andriatsima, footballeur malgache.
  - Jean-Jacques Mandrichi, footballeur français.
  - Angelo Tsagarakis, basketteur franco-grec.
- 1985 :
  - Papiss Cissé, footballeur sénégalais. (34 sélections en équipe nationale).
  - Łukasz Piszczek, footballeur polonais. (45 sélections en équipe nationale).
- 1986 :
  - Al Horford, basketteur dominicain. (35 sélections en équipe nationale).
  - Micah Kogo, athlète de fond kényan. Médaillé de bronze sur 10 000 m aux Jeux de Pékin 2008.
  - Rafael Nadal, joueur de tennis espagnol. Champion olympique en simple aux Jeux de Pékin 2008 et en double aux Jeux de Rio 2016. Vainqueur des Tournois de Roland Garros 2005, 2006, 2007, 2008, 2010, 2011, 2012, 2013, 2014, 2017, 2018,  2019, 2020 et 2022 des Tournois de Wimbledon 2008 et 2010, de l'Open d'Australie 2009 et 2022 des US Open 2010, 2013, 2017 et 2019, des Coupe Davis 2004, 2008, 2009, 2011 et 2019
  - Adrián Vallés, pilote de courses automobile espagnol.
- 1989 :
  - Bangaly Fofana, basketteur français.
  - Katie Hoff, nageuse américaine. Médaillée d'argent du 400 m nage libre et de bronze du 400 m 4 nages aux Jeux de Pékin 2008. Championne du monde de natation du 200 m 4 nages, du 400 m 4 nages, du relais 4 × 200 m nage libre 2005 et 2007.
- 1991 :
  - Karvel Anderson, basketteur américain.
  - Johanna Bundsen, handballeuse suédoise. (57 sélections en équipe nationale).
  - Ryoto Nakamura, joueur de rugby à XV japonais. (15 sélections en équipe nationale).
  - Marc Vidal, footballeur français.
- 1992 :
  - Mario Götze, footballeur allemand. Champion du monde de football 2014. (51 sélections en équipe nationale).
- 1993
  - Paul Gabrillagues, joueur de rugby à XV français. (1 sélection en équipe de France).
  - Otto Porter, basketteur américain.
- 1994 : 
  - Bethany England, footballeuse anglaise. (22 sélections en équipe nationale).
  - Stéphane Landois, cavalier de concours complet français. Médaillé d'argent par équipes aux Jeux de Paris 2024.
- 1995 :
  - Karl Konan, handballeur franco-ivoirien. (23 sélections avec l'équipe de France).
  - Louis Nganioni, footballeur français.
- 1997 :
  - Leonard Owusu, footballeur ghanéen.
  - Vilma Silva, handballeuse angolaise. (7 sélections en équipe nationale).
- 1998 :
  - Claire Bové, rameuse d'aviron française. Médaillée d'argent du deux de couple poids légers aux Jeux de Tokyo 2020. Médaillée d'argent du deux de couple poids légers aux CE d'aviron 2019 et de bronze du skiff poids léger à ceux de 2021.
  - Michele Lamaro, joueur de rugby à XV italien.
- 1999 :
  - Victoria Pelova, footballeuse néerlandaise. (43 sélections en équipe nationale).
  - Dan-Axel Zagadou, footballeur français.
- 2000 :
  - Racheal Kundananji, footballeuse zambienne. (15 sélections en équipe nationale).

### XXIesiècle
- 2001 :
  - José Córdoba, footballeur panaméen.
- 2003 :
  - Kim Jun-hong, footballeur sud-coréen.
- 2005 :
  - Désiré Doué, footballeur français.
- 2006 :
  - David Odogu, footballeur allemand.

## Décès

### XXesièclede1951à2000
- 1952 :
  - Billy Bell, 61 ans, joueur de hockey sur glace canadien. (° 10 juin 1891).
- 1958 :
  - Erwin Bauer, 45 ans, pilote de courses automobile allemand. (° 17 juillet 1912).
- 1973 :
  - Jean Batmale, 77 ans, footballeur puis entraîneur français. (6 sélections en équipe de France). (° 10 septembre 1895).
- 1994 :
  - Puig-Aubert, 69 ans, joueur de rugby et  joueur de rugby à XIII français. (46 sélections en Équipe de France de rugby à XIII). (° 24 mars 1925).

### XXIesiècle
- 2003 :
  - Fabrice Salanson, 23 ans, cycliste sur route français. (° 17 novembre 1979).
- 2007 :
  - Janice-Lee Romary, 79 ans, fleurettiste américaine. (° 6 août 1927).
- 2011 :
  - José Rosinski, 75 ans, pilote de course automobile puis journaliste et commentateur TV français. (° 13 avril 1936).
- 2012 :
  - Jean Maurel, 51 ans, navigateur français. Vainqueur de la Twostar 1990. (° 10 novembre 1960).
  - Roy Salvadori, 90 ans, pilote de F1 et de courses d'endurance britannique. Vainqueur des 24 Heures du Mans 1959. (° 12 mai 1922).
- 2013 :
  - Deacon Jones, 74 ans, joueur de foot U.S. américain. (° 9 décembre 1938).(° 9 décembre 1938).
- 2016 :
  - Mohamed Ali, 74 ans, boxeur américain. Champion olympique des poids mi-lourds aux Jeux de Rome 1960. Champion du monde des lourds de 1964 à 1967 puis de 1974 à 1979. (° 17 janvier 1942).
  - Luis Salom, 24 ans, pilote vitesse moto espagnol. (° 7 août 1991).